# Monardella crispa
Monardella crispa là một loài thực vật có hoa trong họ Hoa môi. Loài này được Elmer mô tả khoa học đầu tiên năm 1905.